# Dolní Novosedly
Pour les articles homonymes, voir Novosedly.
Dolní Novosedly (en allemand : Unter Neusattel, auparavant Neusattelest) est une commune du district de Písek, dans la région de Bohême-du-Sud, en République tchèque. Sa population s'élevait à 235 habitants en 2020.

## Géographie
Dolní Novosedly se trouve à 4 km au nord-est de Písek, à 45 km au nord-ouest de Ceské Budejovice et à 85 km au sud-sud-ouest de Prague.
La commune est limitée par Záhoří au nord et au nord-est, par Kluky au sud-est et par Písek au sud-ouest.

## Histoire
La première mention écrite de la localité date de 1517.

## Administration
Dolní Novosedly se compose de quatre quartiers : 
- Chrastiny
- Dolní Novosedly
- Horní Novosedly
- Nová Třešně

## Transports
Par la route, Dolní Novosedly se trouve à 6 km de Písek, à 55,5 km de České Budějovice et à 122 km de Prague.